# Lucky Town
Lucky Town er det tiende studiealbum af Bruce Springsteen, udgivet i 1992 af Columbia Records. Albummet blev udgivet samme dag, som hans niende album Human Touch.

## Trackliste
Alle sange er skrevet af Bruce Springsteen.
1. . "Better Days"
2. . "Lucky Town"
3. . "Local Hero"
4. . "If I Should Fall Behind"
5. . "Leap of Faith"
6. . "The Big Muddy"
7. . "Living Proof"
8. . "Book of Dreams"
9. . "Souls of the Departed"
10. . "My Beautiful Reward"

## Medvirkende
- Bruce Springsteen – guitar, forskellige instrumenter, forsanger
- Gary Mallaber – trommer
- Randy Jackson – bas guitar på "Better Days"
- Ian McLagan – orgel på "My Beautiful Reward"
- Roy Bittan – keyboard på "Leap of Faith", "The Big Muddy" og "Living Proof"
- Patti Scialfa – støttevokal på "Better Days", "Local Hero" og "Leap of Faith"
- Soozie Tyrell – støttevokal på "Better Days", "Local Hero" og "Leap of Faith"
- Lisa Lowell – støttevokal på "Better Days", "Local Hero" og "Leap of Faith"
- Anton S. Trees – lydteknisk assistent
- Scott Hull – digital editor
- Sandra Choron – design
- Alexander Vitlin – fotograf
- James Wright – garderobe
- David Rose – fotograf